# Кульм (лінійний корабель, 1813)
«Кульм» (рос. дореф. «Кульмъ») — 74-гарматний вітрильний лінійний корабель типу «Анапа» Чорноморського флоту Російської імперії.

## Опис
Один з одинадцяти вітрильних лінійних кораблів типу «Анапа», що будувалися в Миколаєві та Херсоні протягом 1806—1818 років. Довжина корабля становила 54,9 метра, ширина за відомостями з різних джерел від 14,5 до 14,7 метра, а осадка від 6,5 до 6,6 метра.
Озброєння «Кульму» за різними даними становило близько 74 гармат. Так, двадцять вісім 36-фунтових короткоствольних гармат розташували на нижній палубі. На середній палубі розміщувалися тридцять 24-фунтових короткоствольних гармат, ще вісімнадцять 8-фунтових або 24-фунтових карронад були на баці і чвертьпалубі.
Корабель названо на честь перемоги російсько-пруссько-австрійськими військами французького корпусу генерала Вандама в битві під Кульмом у Богемії під час Війни шостої коаліції 29—30 серпня 1813 року.

## Історія
Закладений у Миколаєві на стапелі Миколаївського адміралтейства 24 грудня 1810 року, головний будівник — корабельний майстер Д. В. Кузнєцов.
У 1809 році головний командир Чорноморського флоту і військовий губернатор Миколаєва М. Л. Язиков домігся дозволу на будівництво лінійного корабля і транспорта з підряду. У 1810 році цей підряд дістався комерції раднику А. І. Перетцю, що мав спорудити новий елінг з усіма допоміжними будівлями і на ньому збудувати у 1811 році «Кульм». Однак будівництво «вільної верфі» та спорудження корабля затягнулися й завершилися тільки у 1814 році. 
Ймовірно, Перетц спочатку швидко побудував надводну частину елінгу (будівництво завершили за 8 місяців), на якій заклав корабель, а потім довго добудовував підводну частину спускового фундаменту, оскільки «Кульм» будувався на стапелі майже три роки. За підрядом Перетцю сплатили 657 790 рублів і 57 копійок, а всього з урахуванням ремонту пристаней, виготовлення лісу та іншого — 829 329 рублів і 35 копійок. Пізніше, після призначення командиром Чорноморського флоту О. С. Грейга, виявилося, що Перетцю переплатили. У підрядника вилучили 67 397 рублів і 12 копійок, які пішли потім на сплату за будівництво ним же двох транспортів.
Після спуску на воду 4 листопада 1813 року «Кульм» перейшов до Севастополя і увійшов до складу Чорноморського флоту Російської імперії. У складі ескадр перебував у практичних плаваннях у Чорному морі в 1816 і 1818 роках у складі ескадри контрадмірала Биченського.
У 1826 році виведений зі списку флоту і переобладнаний на блокшив для нижніх чинів.

## Командири
- С. О. Велізарій (1814—1818).